# Dipartimento delle Bocche dell'Ebro
Bocche dell'Ebro (in lingua francese: Bouches-de-l'Èbre buʃ.dəl.ɛbʁ) è stato un dipartimento del Primo impero francese il cui territorio si trova interamente nell'attuale Spagna. Venne istituito il 26 gennaio 1812 a seguito dell'annessione della Catalogna all'Impero francese. Il territorio del dipartimento era costituito dal bacino del fiume Ebro (da cui il dipartimento prende il suo nome) e le municipalità di Fraga e Mequinenza. La prefettura del dipartimento era a Lleida (Lérida) e le 3 sottoprefetture si trovavano a Tortosa (Tortose), Cervera e Tarragona (Tarragone). L'unico prefetto del dipartimento fu Alban de Villeneuve-Bargemont, che era stato precedentemente revisore legale del Consiglio di Stato (Conseil d'État) e sotto-prefetto di Zierikzee (Zierickzée), un arrondissement del dipartimento delle Bocche della Schelda (Bouches-de-l'Escaut). 
Il 7 marzo 1813 il dipartimento venne fuso con quello del Montserrat per formare il dipartimento del Montserrat-et-Bouches-de-l'Èbre (sebbene l'amministrazione civile fu soppressa e sostituita da un governatorato militare). Dopo la ritirata francese, il dipartimento fu soppresso e nel 1814 tornò alla Spagna.